# Watuwila vervoorti
Watuwila vervoorti is een libellensoort uit de familie van de Chlorocyphidae (Juweeljuffers) , onderorde juffers (Zygoptera).
De wetenschappelijke naam van de soort is voor het eerst geldig gepubliceerd in 1998 door van Tol.